# Capitulatio de partibus Saxoniae

Die Capitulatio de partibus Saxoniae in einer Ausgabe von 1672

Die Capitulatio de partibus Saxoniae ist ein 782 möglicherweise während der Reichsversammlung an den Lippequellen von Karl dem Großen erlassener Gesetzestext. Er diente zur Festigung der fränkischen Macht über die soeben unterworfenen Sachsen durch Eingriffe in die sächsische Stammesverfassung. Dazu wurde die Stammesversammlung verboten, mit der Institution des Grafenamtes eine neue Gerichtsbarkeit eingerichtet und mit dem Kirchenzehnten eine neue Steuer eingeführt.

## Folgen
Das Ausbleiben aktiver Bekehrungsarbeit und die gleichzeitige Eintreibung des Kirchenzehnts wurden bereits von Alkuin, einem wichtigen Berater Karls des Großen, scharf kritisiert. Folglich blieb die erhoffte Wirkung weitgehend aus und das heidnische Gedankengut blieb verbreitet. Dies gipfelte schließlich 793 im erneuten Aufstand der Sachsen, nach dessen Niederwerfung die Capitulatio de partibus Saxoniae durch die moderatere Capitulare Saxonicum ersetzt wurde, welche eine schrittweise Eingliederung der Sachsen ins Fränkische Reich einleitete.

## Überlieferung
Die beiden sächsischen Kapitularien sind in zwei Handschriften vollständig überliefert, im Codex Corveiensis aus der Mitte des 10. Jahrhunderts, und im Codex Pal. lat. 289 (ab fol. 59) aus dem 9. oder frühen 10. Jahrhundert in der Vatikanischen Bibliothek in Rom. Ab der Mitte des 17. Jahrhunderts wurden die Texte den Gelehrten im Druck zugänglich. Die editio princeps ist ein Druck nach dem Codex Pal. lat. 289 ohne Titel, Ort, Jahr und Herausgeber, der in der Mitte des 17. Jahrhunderts von Lukas Holste zu Rom veröffentlicht wurde. Sie wurden auch durch den päpstlichen Geheimkämmerer und Gelehrten Ferdinand von Fürstenberg 1669 in der 1. Ausgabe und 1672 in der 2. Ausgabe der Monumenta Paderbornensia (S. 329–335) publiziert.

## Übersetzung
Übersetzung von  Ernst Schubert, Die Capitulatio de partibus Saxoniae. In: Dieter Brosius, Christiane van den Heuvel, Ernst Hinrichs, Hajo van Lengen (Hrsg.): Geschichte in der Region. Zum 65. Geburtstag von Heinrich Schmidt, Hannover 1993, Anhang S. 26–28.
| 1. Alle stimmen dem Prinzip der höheren Fälle zu, daß die Kirchen Christi in Sachsen nicht geringere, sondern erheblich höhere Geltung haben sollen als die Götzenstätten. 2. Wenn jemand Zuflucht in der Kirche sucht, soll er dort bis zu seiner Gerichtsverhandlung sicher sein, und niemand soll wagen, ihn mit Gewalt herauszuholen. Wegen der Ehre Gottes und der Heiligen, denen die betreffende Kirche geweiht ist, soll es dem Asylanten vor Gericht nicht an Kopf und Kragen gehen, sondern er soll seine Tat gemäß dem Urteilsspruch mit Geld büßen, soweit er es kann. Dann soll er vor den König geführt werden, und der wird ihn dorthin stecken, wohin es seiner königlichen Gnade gefällt. 3. Sterben soll, wer gewaltsam eine Kirche erstürmt und in ihr mit Gewalt oder mit Diebsgriff etwas wegnimmt oder die Kirche in Flammen aufgehen läßt. 4. Sterben soll, wer die vierzigtägigen Fasten vor Ostern in Verachtung des christlichen Glaubens bricht und Fleisch ißt. Aber es soll vom Priester geprüft werden, ob er nicht durch Not gezwungen war, Fleisch zu essen. 5. Sterben soll, wer einen Bischof, einen Priester oder einen Diakon tötet. 6. Todesstrafe erleidet der, der vom Teufel getäuscht, nach heidnischer Sitte wähnt, irgendein Mann oder eine Frau sei Hexe und Menschenfresser und sie deshalb verbrennt oder deren Fleisch verzehrt bzw. zum Verzehr weitergibt. 7. Todesstrafe erleidet der, der nach heidnischem Brauch Leichen bestattet, indem er den Körper den Flammen preisgibt. 8. Sterben soll, wer Heide bleiben will und unter den Sachsen sich verbirgt, um nicht getauft zu werden oder es verschmäht, zur Taufe zu gehen. 9. Sterben soll, wer einen Menschen dem Teufel opfert und nach heidnischer Sitte den Götzen als Opfer darbringt. 10. Sterben soll, wer mit den Heiden Ränke gegen die Christen schmiedet oder bei ihnen als Feind der Christen ausharren will. Und wer ihn dabei gegen König und Christenheit unterstützt, soll ebenfalls sterben. 11. Dem geht es an Kopf und Kragen, der dem König als untreu erscheint. 12. Sterben soll, wer die Tochter seines Herren raubt. 13. Genauso soll bestraft werden, wer seinen Herrn oder seine Herrin tötet. 14. Von der Todesstrafe in vorstehenden Fällen kann nach Zeugnis des Geistlichen abgesehen werden, falls der Betreffende freiwillig zum Priester geflohen war und die heimlich begangenen Taten gebeichtet hatte und Buße leisten wollte. 15. Was die niedrigeren Fälle angeht, so stimmen alle darin überein, daß einer jeden Kirche ein Haupthof und zwei Hufen Landes von den Einwohnern eines Gaues, die zu jener Kirche gehören, übertragen werde, und daß je 120 Einwohner sowohl Edelinge als auch Frilinge und Laten, einen Knecht und eine Magd für diese Kirche beisteuern sollen. 16. Und es entspricht christlichem Gebot, daß allenthalben von allen königlichen Einkünften, auch von den Friedens- und Strafgeldern, der zehnte Teil den Kirchen und Priestern zustehen soll. 17. In gleicher Weise schreiben wir göttlichem Gebot gemäß vor, daß alle den Zehnt von ihrem Vermögen und ihrer Arbeit den Kirchen und Geistlichen abliefern sollen, und zwar sowohl die Edelinge als auch die Frilinge und die Laten; denn was Gott einem jeden Christen schenkt, muß zum Teil Gott wiedergegeben werden. 18. An den Sonntagen sollen keine öffentlichen Zusammenkünfte und Gerichtsverhandlungen stattfinden, wenn es nicht große Not oder feindliche Angriffe erfordern. Denn am Sonntag sollen alle zur Kirche gehen, beten und Gottes Wort hören. Genauso soll es an den hohen Kirchenfesten gehalten werden. 19. Entsprechend erscheint es sinnvoll, in diese Vorschriften einzufügen, daß alle Kinder innerhalb eines Jahres getauft werden. Wir setzen fest, daß derjenige, der ohne Erlaubnis des Pfarrers dieses verschmäht, dem „fiscus“ als Edeling 120 sol., als Friling 60 sol. und als Late 30 sol. zur Buße zu zahlen hat. 20. Wer eine verbotene oder unerlaubte Ehe eingeht, zahlt als Edeling 60, als Friling 30 und als Late 15 sol. 21. Wer Gelübde nach heidnischem Brauch an Quellen, Bäumen oder Hainen darbringt oder nach heidnischem Brauch opfert und ein Gemeinschaftsmahl zu Ehren der Götzen veranstaltet, zahlt als Edeling 60, als Friling 30, als Late 15 sol. Und wenn er das Geld nicht hat, soll er es im Dienste der Kirche abarbeiten. 22. Wir befehlen, daß die christlichen Sachsen in den Kirchhöfen und nicht auf den heidnischen Grabhügeln bestattet werden. 23. Die Wahrsager und Zauberer sollen den Kirchen und den Pfarrern ausgeliefert werden. 24. Wenn jemand Räuber und Übeltäter, die von einer Grafschaft in die andere geflohen sind, in seinen Schutz nimmt und sieben Nächte beherbergt ohne Absicht, sie vor Gericht zu stellen, zahle er unsere Bannbuße. Das gleiche muß auch der Graf tun, wenn er sich deswegen nicht entschuldigen kann, und er verliert darüber hinaus sein Amt. 25. Niemand soll sich unterstehen, einen anderen in Pfandknechtschaft zu halten, und wer das tut, zahle die Bannbuße. 26. Niemand soll sich bei gleicher Strafe unterstehen, einem Menschen zu verbieten, sein Recht vor uns zu suchen. 27. Wenn jemand keine Bürgen stellen kann, soll sein Vermögen solange in Beschlag genommen werden, bis er einen Bürgen stellt. Wenn er aber in der Zwischenzeit wagt, sein Haus zu betreten, zahlt er entweder 10 sol. oder einen Ochsen für die Verletzung des Bannes und zahlt darüber hinaus seine Schuld Wenn aber der Bürge den festgesetzten Termin nicht einhält, dann hat er selbst gemäß seiner Bürgschaft für den Schaden einzustehen. Der Schuldner aber muß dem Bürgen das Doppelte dessen erstatten, was der Bürge durch ihn an Schaden erlitten hatte. 28. Wer Bestechungsgelder von Unschuldigen annimmt, verfällt unserem Königsbann, und wenn er, was hoffentlich nicht passiert, ein Graf ist, verliert er sein Amt. 29. Alle Grafen sollen untereinander Frieden und Eintracht halten; und wenn unter Umständen Streit zwischen ihnen ausbricht, sollen sie sich auf unsern Beistand und unsere Entscheidung verlassen. 30. Wenn jemand einen Grafen tötet oder seine Beseitigung plant, fällt sein Erbe dem König zu, in dessen Gewalt er ausgeliefert werden muß. 31. Wir geben den Grafen die Kompetenz, bis zu 60 sol. in ihrem Amt Bannbußen wegen Fehdehandlungen oder Hochgerichtsfällen zu verhängen, und bis zu 15 sol. (von Schwerin liest 12) in den geringeren Fällen. 32. Wer einem anderen Mann einen Eid leistet, soll dies am Altar der Kirche an einem festgesetzten Tage tun; und wenn er es verschmäht zu schwören, schließe er einen Vertrag und büße 15 sol., wenn er säumig bleibt, und daraufhin soll er seine Schulden völlig tilgen. 33. Der Meineid wird gemäß sächsischem Gesetz bestraft. 34. Wir untersagen, daß alle Sachsen Stammesversammlungen abhalten, falls nicht unser Königsbote auf unseren Befehl hin sie aufbietet. Jeder unserer Grafen soll vielmehr in seinem Amt die Versammlungen abhalten und Recht sprechen, und Pfarrer sollen darüber wachen, daß er sich entsprechend verhält. |

## Originaltext
- Capitularia regum Francorum I. In: Monumenta Germaniae Historica. 1883, S. 68–70 (Digitalisat).
- Fontes iuris 4. In: Monumenta Germaniae Historica. 1918, S. 37–44 (Digitalisat).

| Constitute sunt primum de maioribus capitulis. 1. Hoc placuit omnibus, ut ecclesiae Christi, que modo construuntur in Saxonia et Deo sacratae sunt, non minorem habeant honorem sed maiorem et excellentiorem quam vana habuissent idolorum. 2. Si quis confugiam fecerit in ecclesiam, nullus eum de ecclesia per violentiam expellere praesumat, sed pacem habeat usque dum ad placitum praesentetur, et propter honorem Dei sanctorumque ecclesiae ipsius reverentiam concedatur ei vita et omnia membra. Emendet autem causam in quantum potuerit et ei fuerit iudicatum; et sic ducatur ad praesentiam domni regis, et ipse eum mittat ubi clementiae ipsius placuerit. 3. Si quis ecclesiam per violentiam intraverit et in ea per vim vel furtu aliquid abstulerit vel ipsam ecclesiam igne cremaverit, morte moriatur. 4. Si quis sanctum quadragensimale ieiunium pro despectu christianitatis contempserit et carnem comederit, morte moriatur; sed tamen consideretur a sacerdote ne forte causa necessitatis hoc cuilibet proveniat ut carnem commedat.. 5. Si quis episcopum aut presbyterum sive diaconum interficerit, similiter capite punietur. 6. Si quis a diabulo deceptus crediderit secundum morem paganorum, virum aliquem aut feminam strigam esse et homines commedere, et propter hoc ipsam incenderit/S. 69/vel carnem eius ad commedendum dederit vel ipsam commederit, capitali sententiae punietur. 7. Si quis corpus defuncti hominis secundum ritum paganorum flamma consumi fecerit et ossa eius ad cinerem redierit, capitae punietur. 8. Si quis deinceps in gente Saxonorum inter eos latens non baptizatus se abscondere voluerit et ad baptismum venire contempserit paganusque permanere voluerit, morte moriatur. 9. Si quis hominem diabulo sacrificaverit et in hostiam more paganorum daemonibus obtulerit, morte moriatur. 10. Si quis cum paganis consilium adversus christianos inierit vel cum illis in adversitate christianorum perdurare voluerit, morte moriatur; et quicumque hoc idem fraude contra regem vel gentem christianorum consenserit, morte moriatur. 11. Si quis domino regi infidelis apparuerit, capitali sententia punietur. 12. Si quis filiam domini sui rapuerit morte morietur. 13. Si quis dominum suum vel dominam suam interficerit, simili modo punietur. 14. Si vero pro his mortalibus criminibus latenter commissis aliquis sponte ad sacerdotem confugerit et confessione data ageri poenitentiam voluerit, testimonio sacerdotis de morte excusetur. 15. De minoribus capitulis consenserunt omnes. Ad unamquamque ecclesiam curte et duos mansos terrae pagenses ad ecclesiam recurrentes condonant, et inter centum viginti homines, nobiles et ingenuis similiter et litos, servum et ancillam eidem ecclesiae tribuant. 16. Et hoc Christo propitio placuit, ut undecumque census aliquid ad fiscum pervenerit, sive in frido sive in qualecumque banno et in omni redibutione ad regem pertinente, decima pars ecclesiis et sacerdotibus reddatur. 17. Similiter secundum Dei mandatum praecipimus, ut omnes decimam partem substantiae et laboris suis ecclesiis et sacerdotibus donent: tam nobiles quam ingenui similiter et liti, iuxta quod Deus unicuique dederit christiano, partem Deo reddant. 18. Ut in dominicis diebus conventus et placita publica non faciant, nisi forte pro magna necessitate aut hostilitate cogente, sed omnes ad ecclesiam recurrant ad audiendum verbum Dei et orationibus vel iustis operibus vacent. Similiter et in festivitatibus praeclaris Deo et ecclesiae conventui deserviant et secularia placita demittant. 19. Similiter placuit his decretis inserere, quod omnes infantes infra annum baptizantur; et hoc statuimus, ut si quis infantem intra circulum anni ad baptismum offerre contempserit sine consilio vel licentia sacerdotis, si de nobile generi fuerit centum viginti solidos fisco conponant, si ingenuus sexaginta, si litus triginta. 20. Si quis prohibitum vel inlicitum coniugium sibi sortitus fuerit, si nobilis solidos sexaginta; si ingenuus triginta, si litus quindecim. 21. Si quis ad fontes aut arbores vel lucos votum fecerit aut aliquit more gentilium obtulerit et ad honorem daemonum commederet, si nobilis fuerit solidos sexaginta, si ingenuus triginta, si litus quindecim. Si vero non habuerint unde praesentaliter persolvant, ad ecclesiae servitium donentur usque dum ipsi solidi solvantur. 22. Iubemus ut corpora christianorum Saxanorum ad cimiteria ecclesiae deferantur et non ad tumulus paganorum. 23. Divinos et sortilegos ecelesiis et sacerdotibus dare constituimus./S. 70/ 24. De latronibus et malefactorihus, qui de una comitatu ad alium confugium fecerint, si quis eos receperit in suam potestate et septem noctibus secum detenuerit, nisi ad praesentandum, nostrum bannum solvat. Similiter si comis eum absconderit et ad iustitiam faciendam praesentare noluerit et ad hoc excusare non potest, honorem suum perdat. 25. De pignore: ut nullatenus alterum aliquis pignorare praesumat; et qui hoc fecerit, bannum persolvat 26. Ut nulli hominum contradicere viam ad nos veniendo pro iustitia reclamandi aliquis praesumat; et si aliquis hoc facere conaverit, nostrum bannum persolvat 27. Si quis homo fideiussorem invenire non potuerit, res illius in forbanno mittantur usque dnm fideiussorem praesentet. Si vero super bannum in domum suum intrare praesumpserit, aut solidos decem aut unum bovem pro emendatione ipsius banni conponat, et insuper unde debitor exstitit persolvat. Si vero fideiussor diem statutum non observaberit, tunc ipse tantum damni incurrat quantum manus sua fideiussoris exstitit; ille autem qui debitor fideiussori exstitit duplum restituat, pro eo quod fideiussorem in damnum cadere permisit. 28. De praemiis et muneribus: ut munera super innocente nullus accipiat; et si quis hoc facere praesumpserit, nostrum bannum solvat. Et si, quod absit, forte comis hoc fecerit, honorem suum perdat. 29. Ut universi comites pacem et concordiam ad invicem habere studeant; et si forte inter eos aliqua discordia aut conturbium ortum fuerit, aut nostrum solatium vel perfectum pro hoc non demittant. 30. Si quis comitem interficcrit vel de eius morte consilium dederit, hereditas illius ad partem regis eveniat et in ius eius redicatur. 31. Dedimus potestatem comitibus bannum mittere infra suo ministerio de faida vel maioribus causis in solidos LX; de minoribus vero causis comitis bannum in solidos XV constituimus. 32. Si cuilibet homini sacramcntum debet aliquis, aframeat illum ad ecclesiam sacramenta ad diem statutum; et si iurare contempserit, fidem faciat, et solidos quindecim componat qui iactivus apparuit, et deinceps causam pleniter emendare faciat. 33. De periuris, secundum legem Saxonorum sit. 34. Interdiximus ut omnes Saxones generaliter conventus publicos nec faciant, nisi forte missus noster de verbo nostro eos congregare fecerit; sed unusquisque comes in suo ministerio placita et iustitias faciat. Et hoc a sacerdotibus consideretur, ne aliter faciat. |